# OR1D5
OR1D5 (англ. Olfactory receptor family 1 subfamily D member 5) – білок, який кодується однойменним геном, розташованим у людей на короткому плечі 17-ї хромосоми. Довжина поліпептидного ланцюга білка становить 312 амінокислот, а молекулярна маса — 35 424.
| 10         |  | 20         |  | 30         |  | 40         |  | 50         |
| ---------- |  | ---------- |  | ---------- |  | ---------- |  | ---------- |
| MDGDNQSENS |  | QFLLLGISES |  | PEQQRILFWM |  | FLSMYLVTVL |  | GNVLIILAIS |
| SDSHLHTPMY |  | FFLANLSFTD |  | LFFVTNTIPK |  | MLVNFQSQNK |  | AISYAGCLTQ |
| LYFLVSLVTL |  | DNLILAVMAY |  | DRYVATCCPL |  | HYVTAMSPGL |  | CVLLLSLCWG |
| LSVLYGLLLT |  | FLLTRVTFCG |  | PREIHYLFCD |  | MYILLWLACS |  | NTHIIHTALI |
| ATGCFIFLTP |  | LGFMTTSYVR |  | IVRTILQMPS |  | ASKKYKTFST |  | CASHLGVVSL |
| FYGTLAMVYL |  | QPLHTYSMKD |  | SVATVMYAVL |  | TPMMNPFIYR |  | LRNKDMHGAP |
| GRVLWRPFQR |  | PK         |  |            |  |            |  |            |

A: Аланін

C: Цистеїн

D: Аспарагінова кислота

E: Глутамінова кислота

F: Фенілаланін

G: Гліцин

H: Гістидин

I: Ізолейцин

K: Лізин

L: Лейцин

M: Метіонін

N: Аспарагін

P: Пролін

Q: Глутамін

R: Аргінін

S: Серин

T: Треонін

V: Валін

W: Триптофан

Кодований геном білок за функціями належить до рецепторів, g-білокспряжених рецепторів, білків внутрішньоклітинного сигналінгу. 
Локалізований у клітинній мембрані.